# Rieder
Rieder är en ortsteil i staden Ballenstedt i Landkreis Harz i förbundslandet Sachsen-Anhalt i Tyskland. Rieder var en kommun fram till 1 december 2013 när den uppgick i Ballenstedt. Kommunen Rieder hade 1 788 invånare 2013.